# ریکو استریدر
ریکو استریدر (انگلیسی: Rico Strieder؛ زادهٔ ۶ ژوئیهٔ ۱۹۹۲) بازیکن فوتبال اهل آلمان است.
از باشگاه‌هایی که در آن بازی کرده‌است می‌توان به باشگاه فوتبال اوترخت، باشگاه فوتبال بایرن مونیخ ۲، و باشگاه فوتبال بایرن مونیخ اشاره کرد.